# Karmelietessenklooster (Blankenberge)

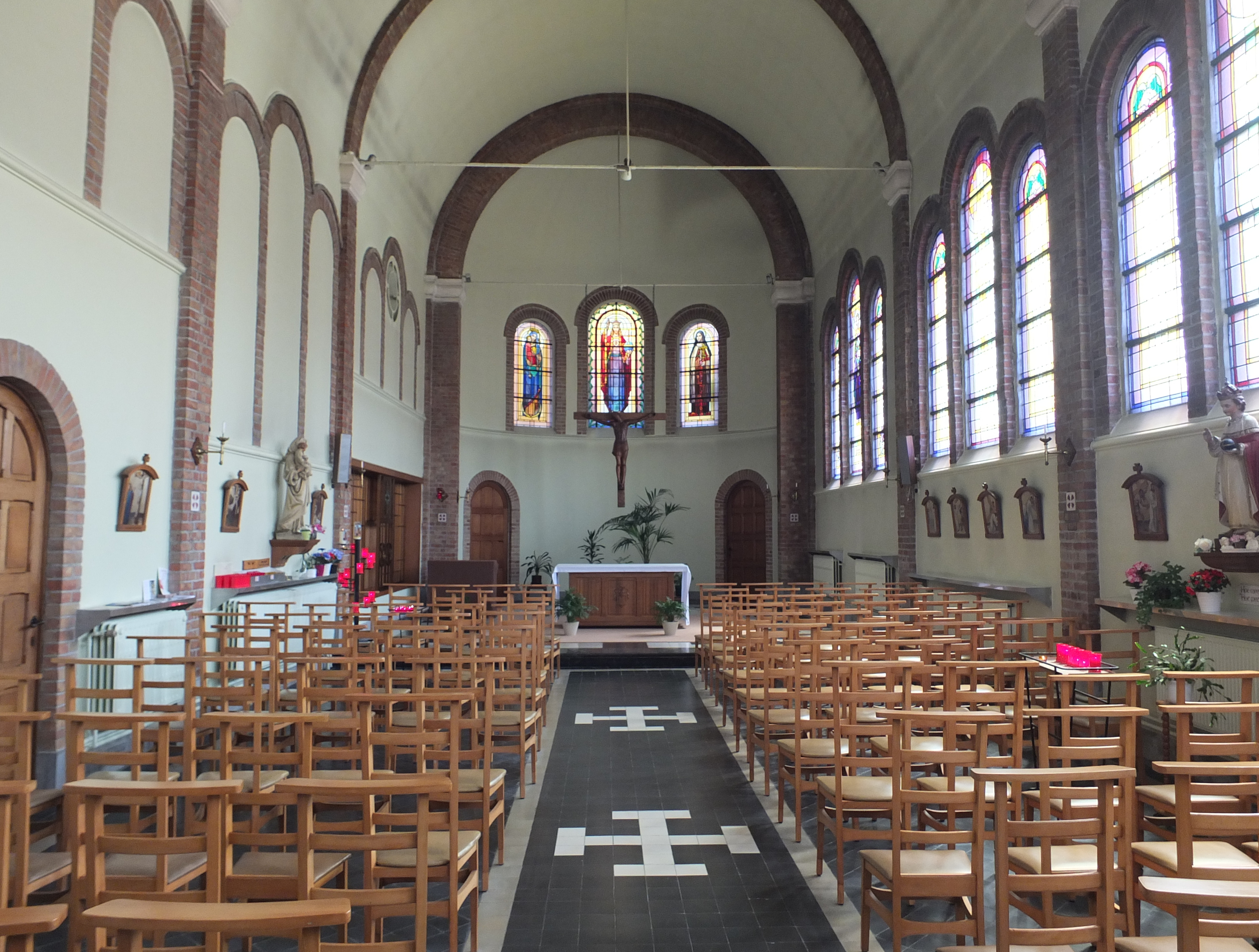
Interieur van de kapel

Het Karmelietessenklooster is een klooster in de West-Vlaamse stad Blankenberge gelegen aan de Koning-Albert-I-laan 43.
Dit klooster werd begin 20e eeuw gebouwd. Het is een U-vormig gebouw dat aan de westzijde door de kloosterkapel wordt afgesloten. Daarnaast zijn er aan de zuidzijde nog twee parallelle vleugels.
De kapel heeft een ingangsportaal aan de noordzijde. Gebouwd in neoromaanse stijl, is het een eenbeukige kapel die overwelfd wordt door een tongewelf. Het koor heeft drie glas-in-loodramen in art deco, voorstellende Christus Pantocrator, Onze-Lieve-Vrouw en Theresia van Lisieux.